# Лейкин, Вячеслав Абрамович
Вячесла́в Абра́мович Ле́йкин (род. 8 июня 1937, Ленинград, СССР) — российский поэт, прозаик и сценарист. С 1972-го по 1991 год был литературным консультантом газеты «Ленинские искры» и руководил детским литературным объединением (ЛИТО). Первая книга стихов вышла в 1991 году. Член Союза писателей Санкт-Петербурга (1998).

## Биография

### Ранние годы (1937–1959)
Вячеслав Лейкин родился 8 июня 1937 года в Ленинграде. Отец — Абрам Михайлович Лейкин, учёный секретарь Пулковской обсерватории, в 1940 году оставил семью; мать — Сара Мироновна Ледвич, инженер-экономист Вагоностроительного завода им. Егорова.
Детские годы Вячеслава Лейкина прошли в эвакуации в г. Ленинск-Кузнецкий Кемеровской области, с августа 1945 года живёт в г. Пушкине (Санкт-Петербург). Окончив среднюю школу № 406, в 1954 году будущий писатель поступил на математический факультет педагогического института имени Герцена, но проучился там всего три года. Забросив учёбу, в поисках романтики устроился рабочим в аэрогеодезическую экспедицию, работавшую под Воркутой. Осенью 1958 года восстановился на 3 курсе института, попав в группу, в которой училась его будущая жена Тамара Моисеева. Однако снова не доучился и, не став сдавать сессию, теперь уже окончательно бросил институт и «начал экспериментировать с жизнью».

### Поэт-геолог (1960–1971)
В 1959–1960-х годах ему пришлось несколько раз менять место работы. Некоторое время работал грузчиком в ленинградском Морском грузовом порту, затем токарем-револьверщиком на Кировском заводе. В 1960 году устроился на должность младшего техника во ВНИГРИ, более десяти лет проработал в геологических экспедициях в Заполярье (Ямал, Таймыр, устье Оби). Параллельно два года учился на вечернем отделении геологоразведочного факультета Горного института и подрабатывал натурщиком в школе при Академии художеств.
Став одним из поэтов-геологов, Лейкин приобщился к оживленной неофициальной литературной жизни Ленинграда, подружился с ее яркими представителями – Иосифом Бродским, Глебом Горбовским, Александром Городницким, Евгением Клячкиным и другими, вместе с ними выступал со своими стихами на закрытых, для «внутреннего потребления» вечерах поэзии, на которые собирались геологи из институтов геологии Арктики, ВНИГРИ и ВСЕГЕИ.
Лейкин вспоминал: «На одном из вечеров мы с Бродским заспорили, кто из нас пойдёт первым выступать. Он сказал: я пойду первым, потому что после тебя невозможно: все обхохочутся, и тут выходишь как дурак… А-а, говорю, а после тебя? После тебя все сидят как пришибленные и пытаются из себя вылезти, и тут я выхожу и пытаюсь рассмешить как дурак… Но, в общем, он победил и читал первым».
Продолжением этих вечеров стали еженедельные встречи поэтов и бардов на квартире у Сталины Мишталь на Литейном, 31, в которых принимали участие Юрий Кукин, Юрий Визбор, Валентин Вихорев и другие (как иронизировал Лейкин, среди них он был «единственным непоющим бардом»). Позже эти встречи переместились в кафе «Восток» в помещении ДК Пищевиков, а сложившийся коллектив единомышленников впоследствии составил актив клуба самодеятельной песни «Восток». Песни на стихи Лейкина писали Валентин Вихорев, Александр Дулов и многие другие.
«Однако несколько случайных публикаций (первая из которых состоялась в детском журнале «Искорка» в 1965 году) не смогли ни вписать его в советскую литературу, ни закрепить его имя в ряду литераторов, которым впоследствии выпала слава с горьковатым привкусом эмиграции. Редкое умение остроумно писать в стихах сыграло с поэтической репутацией Лейкина злую шутку: в литературной среде 1960-х годов его восприняли как балагура-каламбурщика».

### Агитбригада и ЛИТО (1972–1991)
В 1972 году Лейкин устроился на должность руководителя студенческой агитбригады «Подорожник» в клубе художественной самодеятельности ЛИИЖТа, также вёл литературное объединение при институтской газете. В составе агитбригады (с 1973 года вместе с Юрием Маминым в качестве режиссера) он объездил с концертами всю Сибирь, сочинял пьесы для комедийных спектаклей на студенческую тему, также писал тексты для Ленконцерта.
С 1972 по 1991 год Вячеслав Лейкин по совместительству (т. к. агитбригада ездила в основном во время студенческих каникул) работал литературным консультантом газеты «Ленинские искры» (ряд его газетных публикаций в этот период выходил под псевдонимом В. Озеров) и руководил детским литературным объединением (ЛИТО), где, по его словам, получил «воспитание детьми». Среди его воспитанников были, в частности, епископ Геннадий (Гоголев), поэты Всеволод Зельченко, Полина Барскова, Виктория Черножукова, Вадим Пугач, Олег Юрьев, Сюзанна Кулешова, Татьяна Вольтская и Ольга Флоренская.
О работе Лейкина с детьми снят документальный фильм «Свои совсем особые стихи» (студия ЛСДФ, реж. Людмила Станукинас, 1982).

### Жизнь и творчество в 1980-е и 1990-е гг.
В начале 1980-х годов написал сценарии для курсовых фильмов Юрия Мамина «Альтер эго» (1980), «Очередь» (1981) и дипломного фильма «Желаю Вам» (1982). В конце 1980-х — начале 1990-х годов написал сценарии для фильмов «Бакенбарды» (1990), «Имитатор» (1991), «Окно в Париж» (1993).
В 90-е годы произведения писателя начали печатать в журналах «Нева», «Искорка», «Костёр», «Баламут», «Царское Село» и других.
«Первая книга Лейкина вышла в 1991 году. Время было такое, что поэтический сборник уже не мог произвести не то что фурора, а даже обыкновенного литературного скандала. В результате один из самых своеобразных и мощных современных поэтов оказался почти не замеченным публикой. И только в узком теперь слое любителей поэзии он стал живой легендой».
В 1996 году В. А. Лейкин был главным редактором выпуска поэтического альманаха «Речитатив» (№ 1–2, 1996), посвящённого памяти поэта Андрея Крыжановского.
После выхода на пенсию работал охранником, в частности, охранял одну из самых оригинальных достопримечательностей Александровского парка в г. Пушкине — Пенсионерские конюшни и существующее при них конское кладбище, что отразилось в «Стихах об охранной деятельности» («Я охраняю мёртвых лошадей…») (1999).
В декабре 1999 года по приглашению русской общины Лейкин посетил США и выступил перед читателями в Хьюстоне, Бостоне, Балтиморе и Нью-Йорке. В Нью-Йорке встреча проходила в легендарном ресторане «Русский самовар».

### Позднее творчество в XXI веке
Свой уникальный опыт занятий поэзией с детьми Вячеслав Лейкин обобщил в книге «Каждый четверг в четыреста сорок восьмой» (2000). В 2008 году вышел в свет сборник «Двадцать три», в который вошли стихотворения В. А. Лейкина и двадцати двух поэтов-участников ЛИТО в разные годы его существования.
С 2003 года руководит «взрослым» литературным объединением в Союзе писателей Санкт-Петербурга. Входит в редакционный совет журнала «Аврора».
В 2007 году по просьбе Мамина переписал в стихах все диалоги сценария фильма «Не думай про белых обезьян» (реж. Ю. Мамин, 2008). Стихотворный сценарий с иллюстрациями Юрия Брусовани опубликован в книге «Первое апреля» (2018).

## Семья
- Отец — Абрам Михайлович Лейкин (1898–1974) — выпускник ТГУ 1932 года, учёный секретарь Пулковской обсерватории, талантливый учёный, знал четыре языка, с 1945 года по 1968 год заведовал кафедрой астрономии и геодезии ТГУ, с 1948 года по 1950 год был деканом механико-математического факультета ТГУ[21].
- Мать — Сара Зельма Мироновна Ледвич (урождённая Сорра Зельма Басева Мееровна Ледвич) (1901–1986), родом из предместья Минска, выпускница Ленинградского инженерно-экономического института, инженер-экономист Вагоностроительного завода им. Егорова, затем Ижорского завода.
- Жена (1959) — Тамара Николаевна Лейкина (урождённая Моисеева) (1938–2017), преподаватель математики, заслуженный учитель школы Российской Федерации[22].
- Сын — Сергей Вячеславович Лейкин (род. 1960), преподаватель математики, с 1993 года живёт в Израиле[23].
- Дочь — Татьяна Вячеславовна Лейкина (род. 1971), преподавала математику в Санкт-Петербургской классической гимназии № 610 (2010–2023)[24].

## Отзывы
Лейкин — великий мастер иронической фразы. В быту он творец локального юмора, который не запишешь, не зафиксируешь, — это мгновенный отзыв на сиюминутную ситуацию, тут же пропадающий, когда она исчезает. В поэзии он создатель многослойного иронического поля, где даже разнузданная самоиздевка не выглядит грубой.
— Михаил Яснов

## Цитаты
Вадим Пугач, «На дружеской ноге» (2014):
Однажды критик Лурье и поэт Лейкин выпивали на кухне у общей знакомой.

— Какие у вас тяжелые стихи, — внезапно заявил Лурье.

— Почему? — опешил Лейкин.

— Каждая строчка на вес золота.

## Библиография

В. А. Лейкин. Творческая встреча к 85-летию поэта в «Доме писателя» (2022 год)

### Книги
- Вячеслав Лейкин. Образы и подобия. — СПб. : Советский писатель, 1991.

- Вячеслав Лейкин. Стихотворения. — СПб. : Борей-Арт, 1995. — ISBN 5-7187-0155-5.

- Вячеслав Лейкин. Стихотворения. — СПб. : Борей-Арт, 1997. — ISBN 5-7187-0194-6.

- Вячеслав Лейкин. Тяжелая вода. — СПб. : Борей-Арт, 1997. — ISBN 5-7187-0214-4.

- Вячеслав Лейкин. …стишия. — СПб. : Знак, 2000.

- Вячеслав Лейкин. Каждый четверг в четыреста сорок восьмой. — СПб. : Айю, 2000. — ISBN 5-85091-009-1.

- Вячеслав Лейкин. Герой эпизода. — СПб. : Геликон Плюс, 2005. — 200 с. — ISBN 5-93682-210-9.

- Вячеслав Лейкин. Сто и одна : Сто стихотворений и одна поэма. — СПб. : Анима, 2007. — 160 с. — ISBN 5-94320-042-8.

- Вячеслав Лейкин. Одинокий близнец. — СПб. : Любавич, 2011. — 304 с. — ISBN 978-5-86983-237-5.

- Вячеслав Лейкин. Шумный сон. — СПб. : Помогать легко, 2013. — 192 с. — ISBN 978-5-9904369-2-3.

- Вячеслав Лейкин. Привет от носорога. — СПб. : ДЕТГИЗ, 2013. — 64 с. — ISBN 978-5-8452-0472-1.

- Вячеслав Лейкин. Действующие лица : Книга стихов. — СПб. : Геликон Плюс, 2013. — 224 с. — ISBN 978-5-93682-915-4.

- Вячеслав Лейкин. Нет счастья в жизни. — СПб. : Геликон Плюс, 2014. — 192 с. — ISBN 978-5-93682-931-4.

- Вячеслав Лейкин. Всегда по четвергам. — СПб. : Геликон Плюс, 2015. — 304 с. — ISBN 978-5-93682-988-8.

- Вячеслав Лейкин. А завтра никогда. — СПб. : Дом детской книги, 2017. — 112 с. — ISBN 978-5-9905808-2-4.

- Вячеслав Лейкин. Первое апреля. — СПб. : Геликон Плюс, 2018. — 192 с. — ISBN 978-5-9906596-9-8.

- Вячеслав Лейкин. Репетируем жизнь. — СПб. : Союз писателей Санкт-Петербурга, 2022. — 192 с. — ISBN 978-5-6046448-7-4.

- Вячеслав Лейкин. Амбарная книга. — СПб. : Союз писателей Санкт-Петербурга, 2022. — 268 с. — ISBN 978-5-4311-0260-8.

- Вячеслав Лейкин. Стихи на заказ. Стихи на случай. — СПб. : Союз писателей Санкт-Петербурга, 2023. — 304 с. — ISBN 978-5-4311-0304-9.

- Вячеслав Лейкин. Сумерки : Книга стихов. — СПб. : Союз писателей Санкт-Петербурга, 2024. — 116 с. — ISBN 978-5-6052001-2-3.

### Сборники
- Молодой Ленинград 1968 / Под ред. В. К. Кетлинской; сост.: С. С. Тхоржевский. — М., Л. : Советский писатель, 1968. — С. 284—285. — 288 с. — (Альманах).

- Вячеслав Лейкин. Стихи // «Невский альбом» : журн. — СПб. : ИД «Корвус», 1997. — № 2. — С. 14–23.
- ЛИТО Вячеслава Лейкина. Двадцать три. — СПб. : Бионт, 2008. — 224 с. — ISBN 978-5-91258-060-4.

- Я иду в школу: сборник стихов / Сост.: М. Д. Яснов; Бундур О., Тахистова М., Сердобольский О., Хрущева Н., Яснов М., Шевченко А., Махотин С., Фадеева Л., Шевчук И., Лейкин В.; художник: Галина Лавренко. — СПб.: Детское время, 2009. — 304 с. — ISBN 978-584-52-0412-7
- «Весёлый звонок» и все-все-все. Сборник стихов и рассказов к 80-летию журнала «Костёр» / Сост.: Б. Харлампиев; Каминский Л., Яснов М., Махотин С., Усачёв А., Фадеева Л., Лейкин В., Тахистова М., Бутман И.; художник: Леонид Каминский. — СПб.: Дом детской книги, 2016. — 128 с. — ISBN 978-5-9905807-9-4

### Песни на стихи Вячеслава Лейкина
- «Всё болота, болота, болота…» — Гимн болотных геологов (музыка Александра Дулова)
- «Вечером» — (музыка Алексея Заливалова)
- «Дети в класс, чины на службу…» — (музыка Валентина Вихорева)
- «Дачный роман» — (музыка Александра Айзенберга)
- «Нет, никуда я не уеду…» — (музыка Владимира Ильина)
- «Ну вот и кончилась весна…» — (музыка Владимира Сарана)
- «Песенка о смысле жизни» — (музыка Александра Айзенберга)
- «В берёзовой аллее» — (музыка Александра Айзенберга)
- «Моя отрада» — (музыка Александра Айзенберга)
- «Песенка о последнем желании» — (музыка Владимира Сарана)
- «Хорошо бы…» — (музыка Владимира Сарана)

## Фильмография

### Сценарист

Титульный лист заявки на литературный сценарий фильма «Бакенбарды», заявка написана в стихах (1987 год)

- 1980 — Альтер эго (короткометражный, СССР) (режиссёр Юрий Мамин)
- 1981 — Очередь (короткометражный, СССР) (режиссёр Юрий Мамин)
- 1982 — Желаю вам... (короткометражный, СССР) (режиссёр Юрий Мамин)
- 1990 — Бакенбарды (СССР) (режиссёр Юрий Мамин)
- 1991 — Имитатор (СССР) (режиссёр Олег Фиалко)
- 1993 — Окно в Париж (Россия/Франция) (режиссёр Юрий Мамин)
- 1997 — Женька Онегин (Россия) (режиссёр Юрий Мамин)
- 2008 — Не думай про белых обезьян (Россия) (режиссёр Юрий Мамин)

### Актёр
- 1982 — ...Свои совсем особые стихи (документальный, короткометражный, СССР, режиссёр Людмила Станукинас)
- 1986 — Праздник Нептуна (СССР)
- 1988 — Фонтан (СССР)
- 1993 — Окно в Париж (Россия/Франция)

## Награды
- 1996 — Лауреат Царскосельской художественой премии[27].
- 2004 — Премия журнала «Нева» за лучшую публикацию в номинации «Чистейшей прелести чистейший образец» (проза и поэзия) за цикл стихотворений («Нева», №4)[28].
- 2008 — Приз экспертного совета и прессы «За новаторство и оригинальное решение в жанре комедии» на фестивале «Улыбнись, Россия» (фильм «Не думай про белых обезьян»).
- 2012 — Литературная премия «Петраэдр» в номинации «Стихотворение года» за стихотворение «Двое» (сборник «Одинокий близнец», Любавич, СПб, 2011)[29].
- 2015 — Художественная премия «Петрополь» за книгу «Нет счастья в жизни» (Геликон Плюс, СПб, 2014)[30].
- 2016 — Литературная премия имени Корнея Чуковского в номинации «За развитие новаторских традиций Корнея Чуковского в современной отечественной литературе»[31].

## Интервью
- Секреты профессии: интервью с В. А. Лейкиным, 2014. Институт «Высшая школа журналистики и массовых коммуникаций» СПбГУ.
- Вячеслав Лейкин в программе «Авторская песня» на радио «Эхо Москвы». Подкаст на PodFM.ru (6 марта 2021).